# Chinese Super League 2011
Die Chinese Super League 2011 war die achte Auflage der höchsten chinesischen Spielklasse im Männerfußball. Die Saison begann am 1. April 2011 und endete am 2. November 2011.
Zu dieser Saison aufgestiegen sind Guangzhou Evergrande sowie Chengdu Blades. Titelverteidiger war Shandong Luneng Taishan. Absteigen mussten am Ende der Saison Chengdu Blades und Shenzhen Ruby.

## Teilnehmer der Saison 2011
| - Beijing Guoan - Changchun Yatai - Chengdu Blades (Aufsteiger) - Dalian Shide - Guangzhou Evergrande (Aufsteiger) - Hangzhou Nabel Greentown - Henan Construction - Jiangsu Sainty | - Liaoning Hongyun - Nanchang Hengyuan - Qingdao Jonoon - Shaanxi Renhe - Shandong Luneng Taishan (Meister) - Shanghai Shenhua - Shenzhen Ruby - Tianjin Teda |

## Abschlusstabelle
| Pl. | Verein                      | Sp. | S  | U  | N  | Tore    | Diff. | Punkte |
| --- | --------------------------- | --- | -- | -- | -- | ------- | ----- | ------ |
| 1.  | Guangzhou Evergrande (N)    | 30  | 20 | 8  | 2  | 067:230 | +44   | 68     |
| 2.  | Beijing Guoan               | 30  | 14 | 11 | 5  | 049:210 | +28   | 53     |
| 3.  | Liaoning Hongyun            | 30  | 14 | 8  | 8  | 038:230 | +15   | 50     |
| 4.  | Jiangsu Sainty              | 30  | 14 | 5  | 11 | 043:280 | +15   | 47     |
| 5.  | Shandong Luneng Taishan (M) | 30  | 13 | 8  | 9  | 037:310 | +6    | 47     |
| 6.  | Qingdao Jonoon              | 30  | 12 | 9  | 9  | 037:330 | +4    | 45     |
| 7.  | Changchun Yatai             | 30  | 11 | 12 | 7  | 033:310 | +2    | 45     |
| 8.  | Hangzhou Nabel Greentown    | 30  | 10 | 9  | 11 | 028:320 | −4    | 39     |
| 9.  | Shaanxi Renhe               | 30  | 10 | 8  | 12 | 034:410 | −7    | 38     |
| 10. | Tianjin Teda                | 30  | 8  | 13 | 9  | 037:410 | −4    | 37     |
| 11. | Shanghai Shenhua            | 30  | 11 | 4  | 15 | 031:410 | −10   | 37     |
| 12. | Henan Construction          | 30  | 7  | 11 | 12 | 029:350 | −6    | 32     |
| 13. | Dalian Shide                | 30  | 7  | 11 | 12 | 027:430 | −16   | 32     |
| 14. | Nanchang Hengyuan           | 30  | 8  | 5  | 17 | 020:410 | −21   | 29     |
| 15. | Chengdu Blades (N)          | 30  | 5  | 12 | 13 | 027:470 | −20   | 27     |
| 16. | Shenzhen Ruby               | 30  | 5  | 8  | 17 | 027:530 | −26   | 23     |

| (M) | Amtierender Meister: Shandong Luneng Taishan                        |
| (P) | Amtierender Pokalsieger: 2010 nicht ausgetragen                     |
| (N) | Aufsteiger der letzten Saison: Guangzhou Evergrande, Chengdu Blades |

## Torschützenliste
| Pl. | Spieler            | Mannschaft           | Tore |
| --- | ------------------ | -------------------- | ---- |
| 01. | Muriqui            | Guangzhou Evergrande | 16   |
| 02. | Leandro Netto      | Henan Construction   | 14   |
| 03. | Cristian Dănălache | Jiangsu Sainty       | 13   |
| 04. | Yu Hanchao         | Liaoning Hongyun     | 12   |
| 04. | Luis Salmerón      | Shanghai Shenhua     | 12   |
| 06. | Joel Griffiths     | Beijing Guoan        | 11   |
| 06. | Gao Lin            | Guangzhou Evergrande | 11   |
| 06. | Aleksandar Jevtić  | Jiangsu Sainty       | 11   |

## Auszeichnungen
- Chinese Football Association Footballer of the Year:  Muriqui (Guangzhou Evergrande)
- Chinese Football Association Young Player of the Year:  Song Wenjie (Qingdao Jonoon)
- Chinese Super League Golden Boot Winner:  Muriqui (Guangzhou Evergrande)
- Chinese Football Association Manager of the Year:  Ma Lin (Liaoning Whowin)